# Paul van Joegoslavië
Paul Karađorđević (Servisch: Павле Карађорђевић/Pavle Karađorđević) (Sint-Petersburg, 27 april 1893 - Parijs, 14 september 1976) was een neef van koning Alexander I van Joegoslavië en van 1934 tot 1941 regent voor diens minderjarige zoon koning Peter II. Hij behoorde tot het huis Karađorđević. Op 22 oktober 1923 huwde hij met prinses Olga van Griekenland en Denemarken, dochter van de Griekse prins Nicolaas (zoon van George I).
Toen Alexander op 9 oktober 1934 in Marseille werd doodgeschoten, werd zijn 11-jarige zoon Peter II koning. Omdat deze vanwege zijn leeftijd nog niet geschikt was om te regeren, werd Paul als regent aangewezen. Paul had de door Alexander gevestigde dictatuur betreurd en was niet zo op Servië gericht als de dode koning was geweest. In 1939 gaf hij het opstandige Kroatië inderdaad enige mate van zelfbestuur, maar hij durfde met het oog op de Tweede Wereldoorlog geen democratie in te stellen.
Paul kon het goed vinden met Hermann Göring, maar hij wantrouwde Benito Mussolini. Engeland en de Verenigde Staten drongen er bij hem op aan stand te houden tegen de nazi's en zich niet aan te sluiten bij de asmogendheden. De prins vond echter dat deze landen maar gemakkelijk praten hadden, II daar ze immers veel machtiger en gunstiger gelegen waren dan Joegoslavië. De Duitse druk was enorm en op 25 maart 1941 besloot hij het Driemogendhedenpact te tekenen. Er braken grote opstanden uit in met name Servië en op 27 maart zette het Joegoslavische leger met Engelse steun de regering van Paul af. Peter II werd meerderjarig verklaard en aanvaardde het koningschap. Luchtmachtgeneraal Dušan Simović werd regeringsleider en het land stapte in feite weer uit het pact. De nieuwe regering was tegen de nazi's, maar vreesde dat Engeland hen niet zou kunnen helpen als Adolf Hitler zou aanvallen. Ter zelfbescherming kondigde Joegoslavië aan toch binnen het pact te blijven. Het mocht echter niet meer baten, want een week later viel een Duits-Italiaans-Hongaarse strijdmacht het land binnen. De koninklijke familie vluchtte naar het buitenland en Joegoslavië werd bezet en opgedeeld. Kroatië werd door de nazi's tot "onafhankelijk" koninkrijk uitgeroepen met de Italiaanse hertog van Spoleto - in absentia - als koning onder de naam Tomislav II.